# Alina Świdowska
Alina Joanna Świdowska (ur. 14 lutego 1953 w Łodzi) – polska aktorka i śpiewaczka żydowskiego pochodzenia, wieloletnia aktorka Teatru Żydowskiego w Warszawie.

## Życiorys
Urodziła się w Łodzi w rodzinie żydowskiej, jako córka lekarki Adiny Blady-Szwajger (1917–1993). W 1979 ukończyła studia na Wydziale Wokalno-Aktorskim Państwowej Wyższej Szkoły Muzycznej w Łodzi. Na czwartym roku studiów zagrała w sztuce Cień Wojciecha Młynarskiego. Po ukończeniu studiów związała się z Teatrem Współczesnym w Szczecinie. W latach 1981–1984 była aktorką Teatru Żydowskiego w Warszawie, a w latach 1984–1987 Teatru na Targówku. Od 1987 jest ponownie aktorką Teatru Żydowskiego. Zajmuje się także prowadzeniem młodzieżowych grup teatralnych w Pałacu Młodzieży. Jej córką jest Katarzyna Gordyczukowska (ur. 13 stycznia 1993 w Łodzi), która również grywa w Teatrze Żydowskim (Skrzypek na dachu, Kamienica na Nalewkach). Wchodzi w skład Kolegium Społecznego Muzeum Historii Żydów Polskich Polin w Warszawie.

## Odznaczenia
- Złoty Krzyż Zasługi – 2005[2]

## Kariera
| Teatr Żydowski w Warszawie - 2008: W nocy na starym rynku. Gorączka jesiennej nocy - 2006: Tradycja - 2006: Dla mnie bomba - 2006: Zaczarowany krawiec - 2006: Sen o Goldfadenie - 2005: Żyć, nie umierać! - 2005: Publiczność to lubi - 2004: Śpiąca Królewna - 2004: Między dniem a nocą - 2003: Królewna Śnieżka - 2002: Kopciuszek - 2002: Skrzypek na dachu - 2002: Cud Purymowy - 2001: Monisz czyli szatan... - 2000: Kamienica na Nalewkach - 1999: Joszke Muzykant - 1998: ...I stał się cud - 1997: Ballada o brunatnym teatrze - 1995: Kto jest kto - 1995: Uriel Akosta - 1994: Błądzące gwiazdy - 1994: Swat w zielonym szaliku - 1993: My Żydzi polscy - 1992: Trubadur z Galicji - 1991: Gdybym był bogaczem - 1990: Dybuk - 1984: Sen o Goldfadenie - 1984: Rabin i błazen - 1979: Bonjour monsieur Chagall Teatr na Targówku w Warszawie - 1987: Stół Gebirtiga - 1986: Święto Rasy Hiszpańskiej - 1986: Królowa przedmieścia - 1985: Ja jestem Żyd z "Wesela" - 1984: Diabły warszawskie Teatr Współczesny w Szczecinie - 1981: Ostatni kongres wybielaczy - 1980: Rzeź lalek - 1980: Fachowcy - 1980: Czyje to życie - 1979: Kamienne niebo - 1979: Kopciuch Teatr Muzyczny w Łodzi - 1977: Nitouche - 1976: Kabalista Teatr na Woli w Warszawie - 2010 : I więcej nic nie pamiętam | - 2008: Plebania - 2008: M jak miłość - 2001: Przedwiośnie - 2001: Na dobre i na złe - 1988: Biesy - 1986: Zmiennicy | - 2000: Kamienica na Nalewkach - 1993: Pieśń o zamordowanym żydowskim narodzie - 1986: Czupurek |